# North American O-47
North American O-47 byl americký jednomotorový třímístný taktický pozorovací letoun, řešený jako celokovový středoplošník se zatahovacím podvozkem ostruhového typu.

## Vývoj

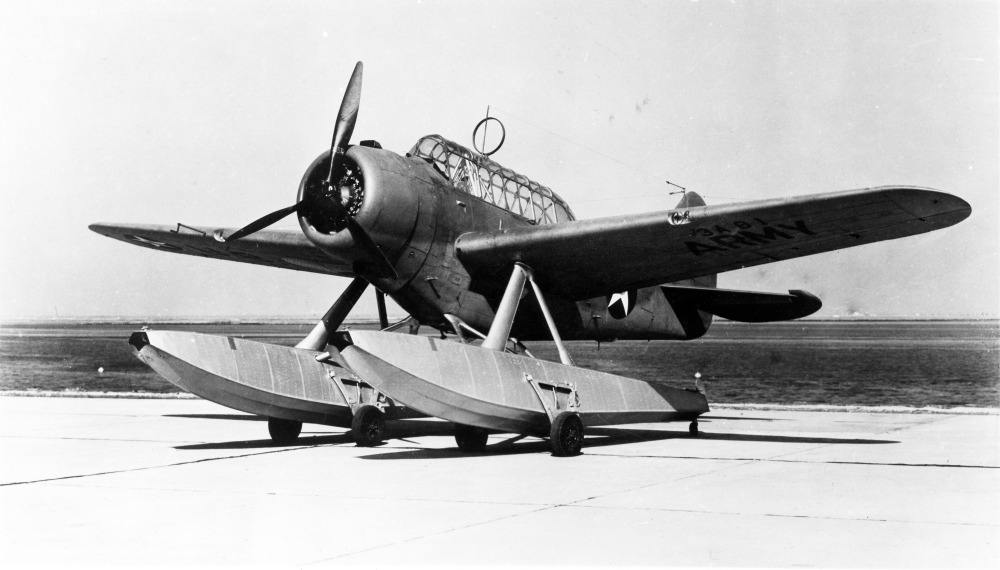
Plovákový North American O-47A 3AO1

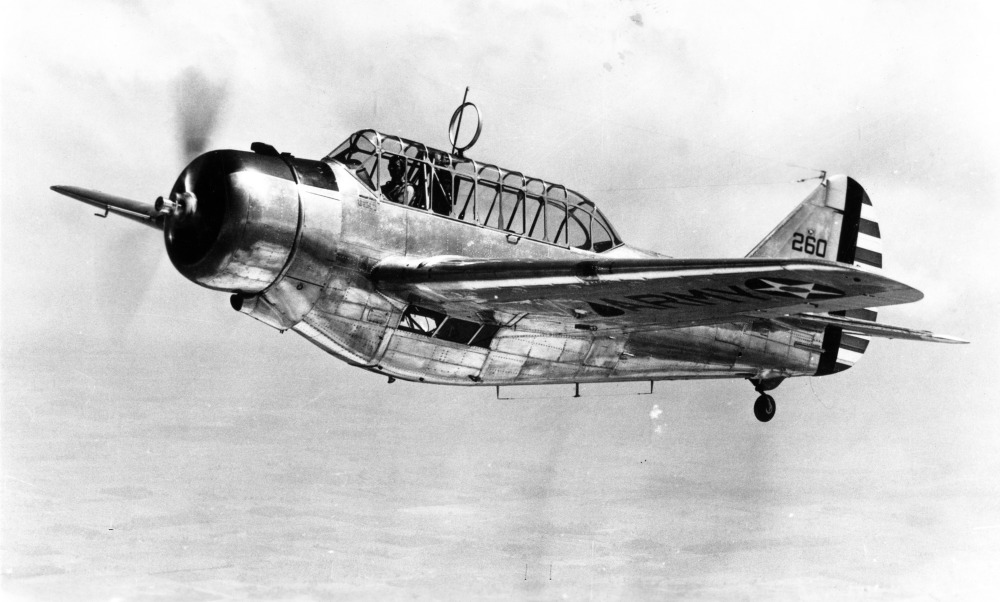
North American O-47A

Prototyp s továrním označením GA-15 postavila v roce 1935 firma General Aviation. Stroj poháněl hvězdicový motor Wright R-1820-41 Cyclone o výkonu 625 kW. Pilot ovládal synchronizovaný kulomet Browning vzor 1919 v pravé polovině křídla a střelec na konci kokpitu pohyblivou zbraň stejného typu. Objemná část pod křídlem byla určena pro pozorovatele a jeho fotografický přístroj.
Na přelomu let 1935-36 se tovární označení změnilo na NA-15, protože firmu převzala finanční společnost North American. V lednu 1936 prototyp převzalo USAAC k testům na základně Wright Field. To již letoun nesl vojenské označení XO-47 (Observation).
Vojenské letectvo požadovalo zvětšení kabinového překrytu a posunutí pilotního sedadla kupředu. Celá přestavba se opozdila přemístěním výroby z Marylandu do Kalifornie, kde byl v Inglewoodu postaven nový závod.
V únoru 1937 podepsalo vojenské letectvo zakázku na 109 sériových O-47A s pohonnými jednotkami R-1820-49 po 717 kW. Od prototypu se odlišovaly prostornější kabinou a křídlem bez přechodu do trupu. Z této dodávky bylo 93 kusů dodáno letecké Národní gardě. Objednávkou z října 1937 byla zadána produkce dalších 55 letounů s továrním označením NA-25, z nichž garda obdržela 48 exemplářů.
Tovární označení NA-51 neslo 74 letounů O-47B s motory R-1820-57 o výkonu 735 kW. Stavěly se na objednávku podepsanou v březnu 1939.

## Nasazení

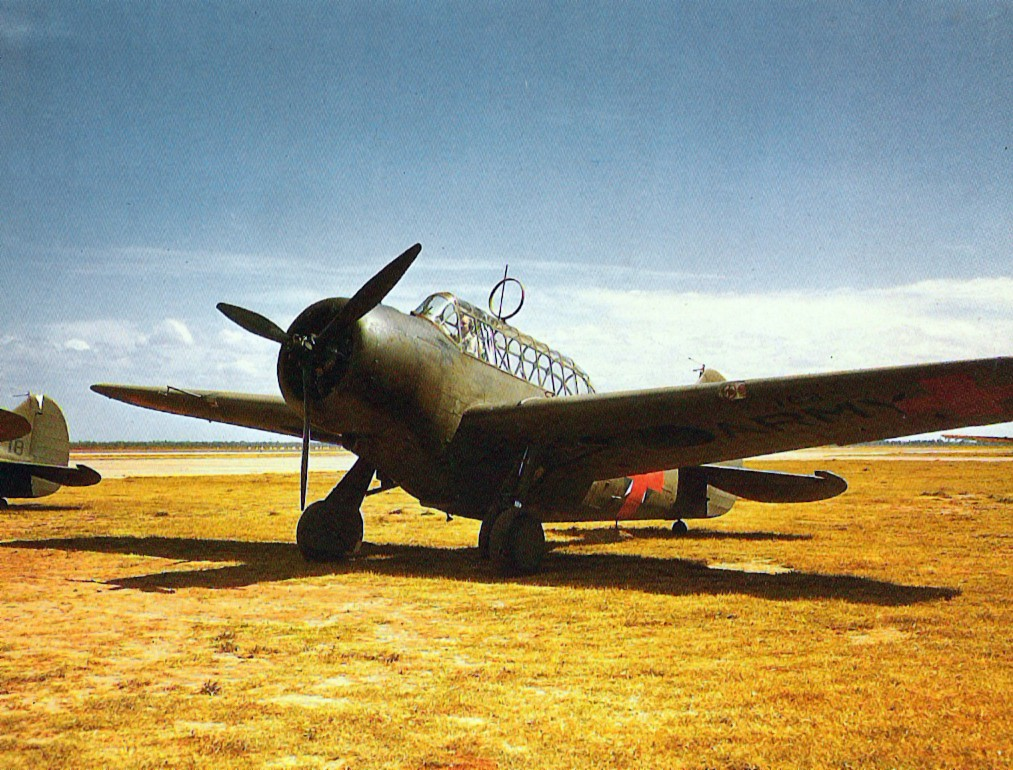
North American O-47B, USAAC, 1941

V lednu 1942 se deset letounů O-47 pomocného útvaru Force X dostalo osobním parníkem President Coolidge a nákladním Mariposa do Austrálie. Původně měly tvořit posilu britských pozic v Malajsku, než však lodě dojely do cíle, byl Japonci obsazen Singapur a došlo ke změně kurzu.
O-47 z amerických základen vykonávaly protiponorkovou službu podél pobřeží USA a na obou stranách přístupu k Panamskému průplavu. Další se používaly pro spojovací a kurýrní lety.

## Specifikace (O-47A)

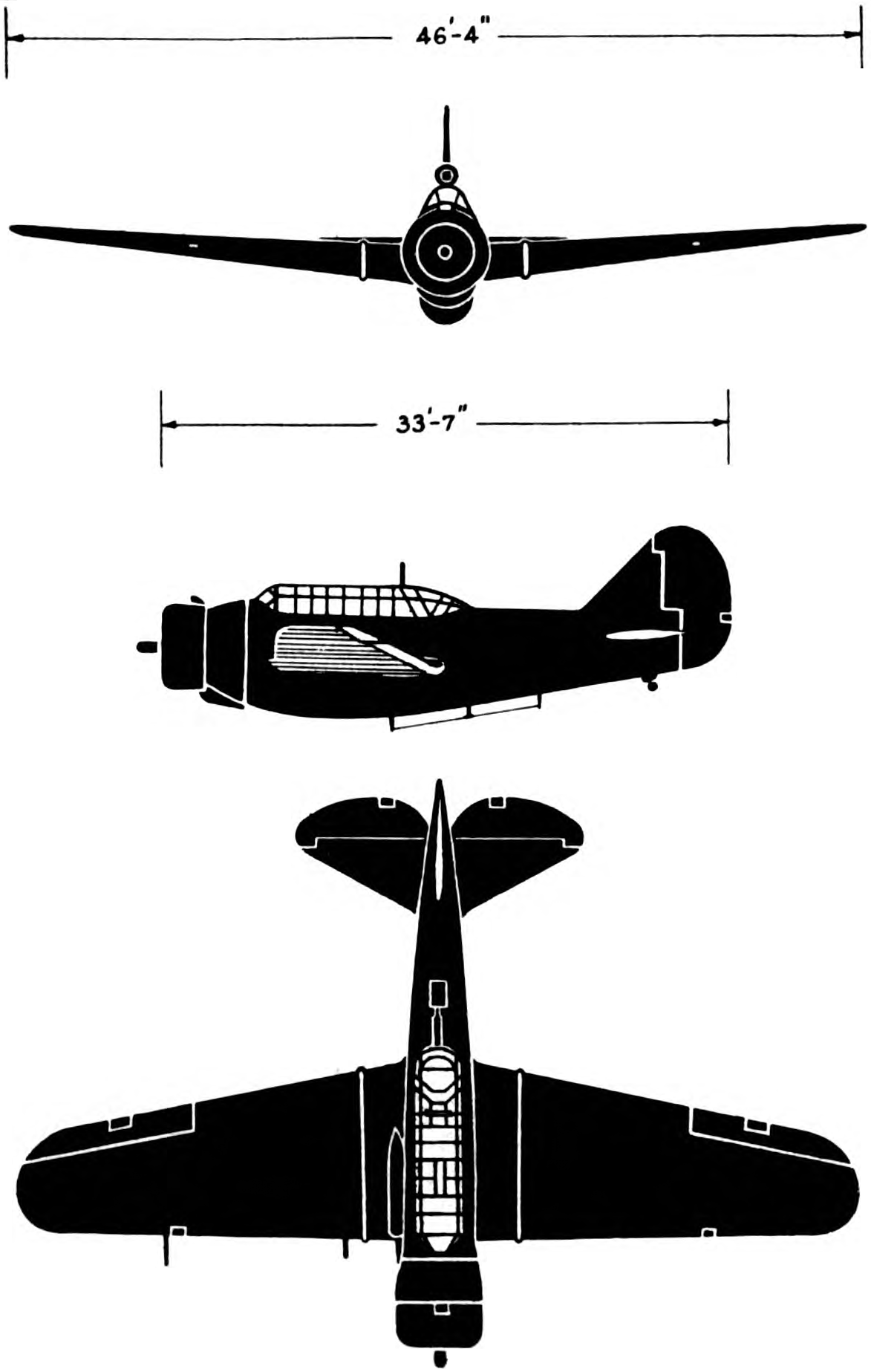
Třípohledová silueta O-47

Údaje podle

### Technické údaje
- Osádka: 3
- Rozpětí: 14,12 m
- Délka: 10,23 m
- Výška: 3,71 m
- Nosná plocha: 32,42 m²
- Hmotnost prázdného letounu: 2650 kg
- Vzletová hmotnost: 3420 kg
- Pohonná jednotka: 1 × hvězdicový motor Wright R-1820-49
- Výkon pohonné jednotky:  717 kW

### Výkony
- Maximální rychlost: 380 km/h
- Cestovní rychlost: 338 km/h
- Stoupavost u země: 8,60 m/s
- Dostup: 8 540 m
- Maximální dolet: 1 420 km

### Výzbroj
- 1 × synchronizovaný kulomet Browning ráže 7,62 mm
- 1 × pohyblivý kulomet Browning ráže 7,62 mm